# Sudovie
 (mai 2023).
Si vous disposez d'ouvrages ou d'articles de référence ou si vous connaissez des sites web de qualité traitant du thème abordé ici, merci de compléter l'article en donnant les références utiles à sa vérifiabilité et en les liant à la section « Notes et références ».

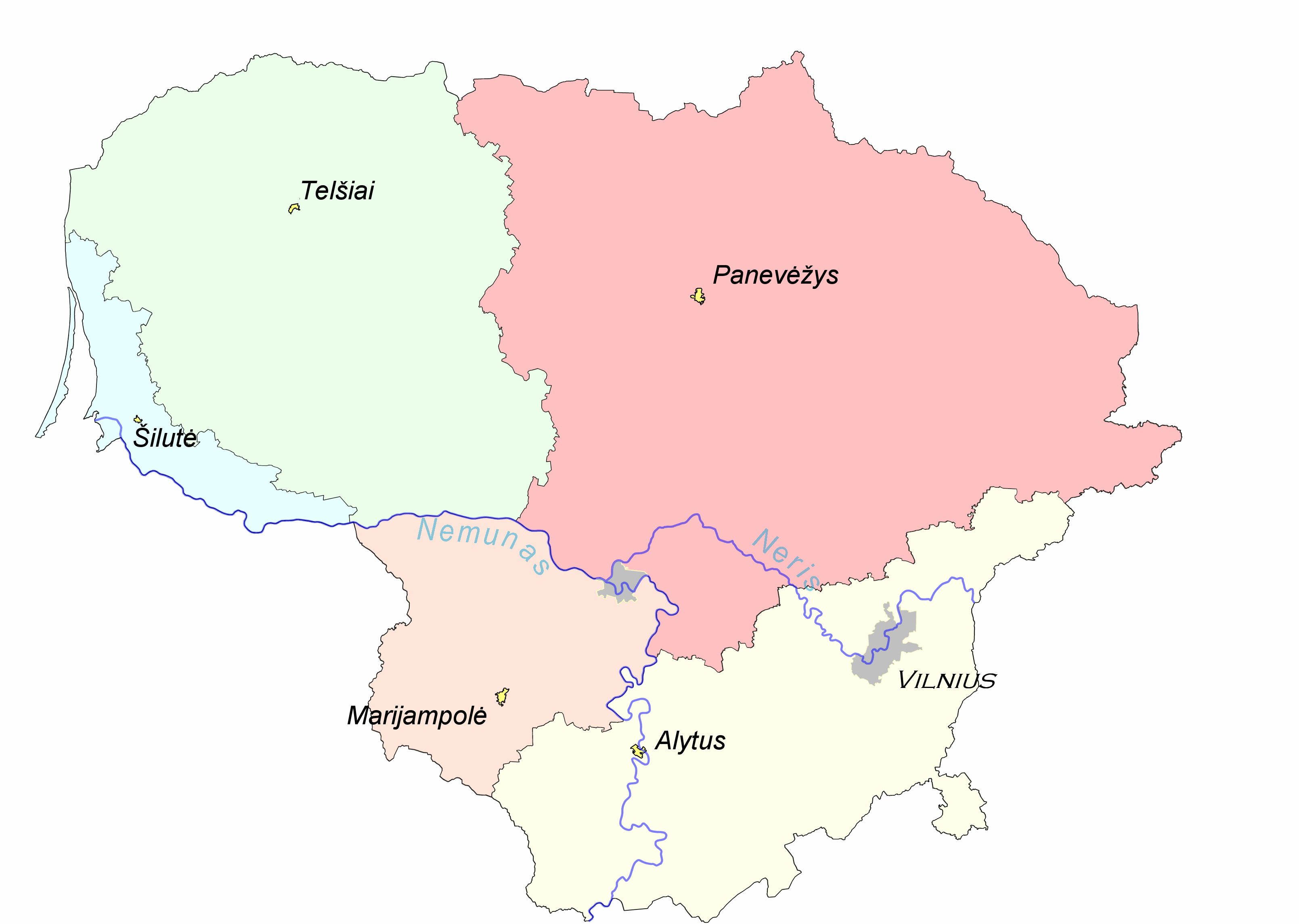
Les 5 régions historiques de Lituanie :
Haute Lituanie
Petite Lituanie
Dzūkija
Samogitie
Sudovie

La Sudovie (Sūduva), ou Suvalkija (« Pays de Suvalkai ») ou Užnemunė, est une région située au sud-ouest de la Lituanie, avec une partie (peu étendue) en Pologne. C'est la plus petite région historique et ethnographique de Lituanie, mais ce n'est pas une subdivision territoriale officielle de ce pays, et elle n'a jamais été politiquement indépendante ni souveraine.
Sa capitale officieuse est Marijampolė, sa plus grande ville est Kaunas[Information douteuse].

## Les différents noms de la région
En lituanien, trois noms ont été appliqués à la région, provoquant une certaine confusion : 
- Suduva est dérivé du nom de l'ancienne tribu balte des Sudoviens, les premiers habitants de la région. Le terme est ambigu car il est aussi utilisé pour se référer à l'ancienne zone d'habitation de cette tribu, qui s'étend beaucoup plus au sud.
- Suvalkija est le nom de l'ancien gouvernement de Suwałki, qui a existé de 1867 à 1914 dans le royaume de Pologne sous tutelle russe. La ville de Suwałki fait du reste partie de la Pologne depuis 1919.
- Užnemunė (littéralement : « au-delà de la rivière Niémen ») décrit la situation géographique de la région (au sud du fleuve, sur sa rive gauche) ; en l'occurrence, ce n'est pas parfaitement adéquat, puisqu'une partie de la région de Dzūkija, parfois appelée Dainava, est dans la même situation.